# العلاقات البيلاروسية اللاوسية
العلاقات البيلاروسية اللاوسية هي العلاقات الثنائية التي تجمع بين روسيا البيضاء ولاوس.

## مقارنة بين البلدين
هذه مقارنة عامة ومرجعية للدولتين:
| وجه المقارنة                                              | روسيا البيضاء                    | لاوس        |
| --------------------------------------------------------- | -------------------------------- | ----------- |
| المساحة (كم2)                                             | 207.60 ألف                       | 236.80 ألف  |
| عدد السكان (نسمة)                                         | 9.50 مليون                       | 6.86 مليون  |
| الكثافة السكانية (ن./كم²)                                 | 45.76                            | 28.97       |
| العاصمة                                                   | مينسك                            | فيينتيان    |
| اللغة الرسمية                                             | اللغة البيلاروسية، اللغة الروسية | اللغة اللاو |
| العملة                                                    | روبل بلاروسي                     | كيب لاوي    |
| الناتج المحلي الإجمالي (بليون دولار)                      | 54.44 مليار                      | 16.85 مليار |
| الناتج المحلي الإجمالي (تعادل القوة الشرائية) بليون دولار | 168.35 مليار                     | 38.71 مليار |
| الناتج المحلي الإجمالي الاسمي للفرد دولار أمريكي          | 5.74 ألف                         | 1.82 ألف    |
| الناتج المحلي الإجمالي للفرد دولار أمريكي                 | 18.18 ألف                        |             |
| مؤشر التنمية البشرية                                      | 0.798                            | 0.575       |
| رمز المكالمات الدولي                                      | +375                             | +856        |
| رمز الإنترنت                                              | .by، .бел                        | .la         |
| المنطقة الزمنية                                           | ت ع م+03:00                      | ت ع م+07:00 |

## منظمات دولية مشتركة
يشترك البلدان في عضوية مجموعة من المنظمات الدولية، منها:
| علم المنظمة | اسم المنظمة                        | تاريخ انضمام روسيا البيضاء | تاريخ انضمام لاوس |
| ----------- | ---------------------------------- | -------------------------- | ----------------- |
|             | منظمة الشرطة الجنائية الدولية      | ?                          | ?                 |
|             | البنك الدولي للإنشاء والتعمير      | 10 يوليو 1992              | 5 يوليو 1961      |
|             | مؤسسة التمويل الدولية              | 2 نوفمبر 1992              | 29 يناير 1992     |
|             | منظمة حظر الأسلحة الكيميائية       | ?                          | ?                 |
|             | وكالة ضمان الاستثمار متعدد الأطراف | 3 ديسمبر 1992              | 5 أبريل 2000      |
|             | الأمم المتحدة                      | 24 أكتوبر 1945             | 14 ديسمبر 1955    |
|             | يونسكو                             | 12 مايو 1954               | 9 يوليو 1951      |

## وصلات خارجية
- موقع وزارة الخارجية البيلاروسية